# Susumaniello
Il Susumaniello è un vitigno a bacca nera prodotto prevalentemente nel Salento, nella provincia di Brindisi.
Il grappolo ha dimensione media, con acini di colore nero-bluastro.
I vini che si ottengono appaiono di color rosso rubino con dei riflessi spesso rosso porpora. All'olfatto è possibile percepire note fruttate, di prugna, frutti di bosco, confettura di frutta rossa; molto piacevoli sono anche le fragranze speziate che ricordano il pepe la liquirizia e la vaniglia.
È conosciuto anche con alcuni sinonimi, quali Somarello nero, Zuzomaniello, Cozzomaniello.